# Kult zmarłych dzieci w hinduizmie
Kult zmarłych dzieci w hinduizmie – kult hinduistyczny często o charakterze posesyjnego rytualizmu, odnoszący się do niemowląt, dzieci i nastolatków
obojga płci deifikowanych po swojej przedwczesnej śmierci.
Kult zmarłych dzieci ustanawiany bywa również współcześnie w Indiach, wskutek przypisywanych im działań o charakterze posesyjnym na osoby pozostałe przy życiu lub lokalnych rytualistów posesyjnych albo na skutek objawień żyjącym członkom rodziny.
Zmarłe dzieci tego typu nazywane są w ogólności wirabhadra. W rozróżnieniu według płci, można wskazać na różne terminy, wywodzone się od sanskryckiego słowa określającego bohatera, tj. vīra. W obszarze języka telugu mogą to być następujące nazwy:
- dla zmarłych dziewczynek: wirakanja
- dla zmarłych chłopców: wiranna, wirudu

Wirabhadrowie egzystują one w zaświatach, jednak w 'sąsiedztwie' świata ludzi. Bywają honorowani rolą bóstw domowych (ich podobizny są wtedy instalowane w domowych ołtarzykach) w rodzinach wajśjów a nawet braminów, ze społeczności telugujęzycznych na przykład w rejonie delty rzeki Godawari.